# Tại sao Chủ nghĩa xã hội?
"Tại sao Chủ nghĩa xã hội?" (tiếng Anh: Why Socialism?) là một bài viết của Albert Einstein xuất hiện trên số đầu tiên của tạp chí chủ nghĩa xã hội Monthly Review vào tháng 5 năm 1949.

## Nội dung
Theo Einstein, các động cơ lợi nhuận của một xã hội chủ nghĩa tư bản, cùng với sự cạnh tranh giữa những nhà tư bản dẫn đến sự không cần thiết của chu kỳ bùng nổ và trì trệ, cuối cùng là khuyến khích sự ích kỷ thay vì hợp tác. Ngoài ra, hệ thống giáo dục của một xã hội như vậy sẽ bị suy yếu bởi vì mọi người sẽ chỉ sử dụng giáo dục như một công cụ nâng cao sự nghiệp cá nhân của mình. Dẫn đến sự "tê liệt cá nhân" và xói mòn con người sáng tạo. Không kiềm chế sự cạnh tranh trong một xã hội chủ nghĩa tư bản dẫn đến sự lãng phí lớn về lao động và gây ra tình trạng hỗn loạn kinh tế, cái mà Einstein lên án như là căn nguyên thực sự của sự "xấu xa":
Sự bất công về kinh tế trong xã hội tư bản như hiện nay, theo tôi, là căn nguyên thực sự của sự xấu xa.— Albert Einstein, "Tại sao Chủ nghĩa xã hội?"

Einstein đã dự đoán trong một xã hội tư bản như vậy, các đảng phái chính trị và các chính trị gia sẽ trở nên đồi bại bởi những đóng góp tài chính của những nhà tư bản lớn, và hệ thống "không thể kiểm tra hiệu quả ngay cả bởi một tổ chức chính trị xã hội dân chủ". Bài luận kết thúc với phân tích của Einstein về làm thế nào để giải quyết những vấn đề này thông qua một nền kinh tế kế hoạch hóa:
Tôi tin rằng chỉ có một cách để loại trừ những tệ nạn nghiêm trọng này là thông qua việc thành lập một nền kinh tế xã hội chủ nghĩa, cùng với một hệ thống giáo dục hướng tới các mục tiêu xã hội.— Albert Einstein, "Tại sao Chủ nghĩa xã hội?"

Einstein khẳng định rằng một nền kinh tế kế hoạch điều chỉnh sản xuất sẽ bảo đảm cuộc sống cho mọi thành phần trong xã hội:
Trong một nền kinh tế như vậy, các phương tiện sản xuất thuộc sở hữu của chính xã hội và được sử dụng theo cách thức đã được lên kế hoạch. Một nền kinh tế kế hoạch, điều chỉnh sản xuất theo nhu cầu của cộng đồng, sẽ phân phối công việc được thực hiện giữa tất cả những người có khả năng làm việc và đảm bảo sinh kế cho mỗi người đàn ông, phụ nữ và trẻ em. Sự giáo dục của cá nhân, ngoài việc phát huy khả năng bẩm sinh của mình, sẽ cố gắng phát triển trong anh ta một ý thức trách nhiệm đối với đồng bào của mình thay cho sự vinh quang quyền lực và thành công trong xã hội hiện tại của chúng ta.— Albert Einstein, "Tại sao Chủ nghĩa xã hội?"

Trong lời cuối, Einstein cảnh báo rằng "một nền kinh tế kế hoạch chưa phải là chủ nghĩa xã hội, vì nó cũng có thể đi kèm với một bộ máy quan liêu "đầy quyền lực" dẫn đến sự "nô lệ hoàn toàn tính cá nhân". Nó cực kỳ quan trọng, do đó, để đảm bảo thì một hệ thống cần được đặt ra để bảo vệ các quyền của cá nhân.

## Động lực
Về động cơ xuất bản bài báo, Einstein tin rằng Monthly Review là một diễn đàn tốt cho những ý tưởng tiến bộ:
Sự rõ ràng về mục tiêu và các vấn đề của chủ nghĩa xã hội có ý nghĩa lớn nhất trong thời đại chuyển đổi của chúng ta. Vì những tình huống hiện tại, những cuộc thảo luận tự do và không cản trở về những vấn đề này đã trở thành một điều cấm kỵ mạnh mẽ, tôi coi nền tảng của tạp chí này [Monthly Review] là một dịch vụ công quan trọng.— Albert Einstein, "Tại sao Chủ nghĩa xã hội?"

Tôi tin rằng chỉ có một cách để loại bỏ những tệ nạn nghiêm trọng này là thông qua việc thành lập một nền kinh tế xã hội chủ nghĩa, cùng với một hệ thống giáo dục hướng đến các mục tiêu xã hội. Trong một nền kinh tế như vậy, các phương tiện sản xuất thuộc sở hữu của chính xã hội và được sử dụng theo cách thức đã được lên kế hoạch. Một nền kinh tế kế hoạch, điều chỉnh sản xuất theo nhu cầu của cộng đồng, sẽ phân phối công việc được thực hiện giữa tất cả những người có khả năng làm việc và đảm bảo sinh kế cho mọi người, phụ nữ và trẻ em. Sự giáo dục của cá nhân, ngoài việc phát huy khả năng bẩm sinh của mình, sẽ cố gắng phát triển trong anh ta một ý thức trách nhiệm đối với đồng bào của mình thay cho sự vinh quang quyền lực và thành công trong xã hội hiện tại của chúng ta. Vốn tư nhân có xu hướng tập trung trong tay một số ít người, một phần vì sự cạnh tranh giữa các nhà tư bản, và một phần vì sự phát triển công nghệ và sự phân chia lao động ngày càng gia tăng khuyến khích sự hình thành của các đơn vị sản xuất lớn hơn và chi phí riêng nhỏ hơn. Kết quả của những phát triển này là một đầu sỏ của vốn tư nhân mà sức mạnh to lớn của nó không thể được kiểm soát hiệu quả ngay cả bởi một tổ chức chính trị xã hội dân chủ. Điều này đúng bởi vì các thành viên của các cơ quan lập pháp được lựa chọn bởi các đảng chính trị, phần lớn được tài trợ hoặc bị ảnh hưởng bởi các nhà tư bản tư nhân, cho tất cả các mục đích thực tế, tách biệt cử tri khỏi cơ quan lập pháp. Hậu quả là các đại diện của nhân dân không thực sự bảo vệ quyền lợi của các bộ phận khó khăn của dân cư. Hơn nữa, trong điều kiện hiện tại, tư nhân chắc chắn kiểm soát, trực tiếp hoặc gián tiếp, các nguồn thông tin chính (báo chí, phát thanh, giáo dục). Do đó cực kỳ khó khăn, và quả thực trong hầu hết các trường hợp đều là không thể, cho cá nhân công dân đi đến kết luận khách quan và sử dụng thông minh các quyền chính trị của mình.— Albert Einstein, "Tại sao Chủ nghĩa xã hội?"